# Биатлон в России
Биатлон — зимний вид спорта, культивируемый в России.

## Организации
- Союз биатлонистов России

## Турниры
- Чемпионат России по биатлону
- Кубок России по биатлону

Также культивируется летний биатлон.

## Участие в международных соревнованиях
Российские биатлонисты регулярно участвуют в Чемпионатах мира (чемпионы: 1974, 1982 и 1990 (как сборная СССР); 1992, 2003, 2010 и 2011) и Европы (имеют наибольшее число титулов — 18/18/17) по биатлону.
Также — на зимних Олимпийских играх (завоевали медалей (мужчины) — 10/6/8; у женщин — 16 спортсменок).
Кубок Содружества по биатлону (два этапа в России, три в Белоруссии)

## История
Сборная России по биатлону впервые была собрана в 1992 году.
Анфиса Резцова (1964—2023) — советская и российская биатлонистка и лыжница, двукратная олимпийская чемпионка по биатлону (в спринте в 1992 (также бронза в эстафете) и в эстафете в 1994) — первая в истории мирового биатлона олимпийская чемпионка в этом виде спорта, двукратная обладательница Кубка мира по биатлону. Долгое время сохраняла титул единственной женщины в мире — олимпийской чемпионки сразу в двух зимних видах спорта.
Январь 2019 — Россия впервые за 12 лет выиграла две биатлонные эстафеты за день.
Олимпиада 2022: третье место в смешанной эстафете (Логинов, Латыпов, Нигматуллина, Резцова).
В марте 2022 г. Международный союз биатлонистов (IBU) отстранил российских и белорусских спортсменов от соревнований под своей эгидой из-за ситуации на Украине. Российские биатлонисты выступают в Кубке России по биатлону.
В сентябре 2023 г. Конгресс Международного союза биатлонистов, после публикации рекомендаций МОК, принял решение оставить в силе отстранение российских и белорусских спортсменов от международных соревнований до дальнейшего уведомления на фоне ситуации на Украине.

## Проблемы с допингом
В январе 2021 года независимая следственная комиссия IBU (Международный союз биатлонистов) обнародовала доклад, где, по заключению комиссии, имеющиеся у неё доказательства свидетельствуют о том, что президент IBU А. Бессеберг «последовательно продвигал и защищал российские интересы практически всеми своими действиями». Это в первую очередь касается допинга, где Бессеберг и Реш потворствовали усилиям по сокрытию государственной системы применения допинга в России и тем самым сделали возможными дальнейшие нарушения.